# Hold da helt ferie
 Denne artikel omhandler filmen. For Huset på Christianshavn-afsnittet af samme navn, se Afsnit af Huset på Christianshavn.
Hold da helt ferie er en dansk film fra 1965.
- Manuskript Lilly og Børge Slot.
- Instruktion Anker Sørensen.

Blandt de medvirkende kan nævnes:
- Lily Broberg
- Axel Strøbye
- Sisse Reingaard
- Else Marie Hansen
- Karl Stegger
- Ebba Amfeldt
- Christoffer Bro
- Emil Hass Christensen
- Valsø Holm
- Knud Hallest
- Ebba With
- Henry Nielsen
- Lykke Nielsen
- Jytte Abildstrøm
- Gerda Madsen
- Lili Heglund
- Holger Vistisen